# 2e régiment de marche d'Afrique
Le 2e régiment de marche d'Afrique (2e R.M.A.) est un régiment d'infanterie appartenant à l'Armée d'Afrique, dépendant de l'armée de terre française, en activité entre 1915 et 1917.
Composé de zouaves, il a combattu durant la Première Guerre mondiale sur le front d'Orient de mai 1915 à octobre 1917.

## Création et différentes dénominations
- Mai 1915 : création du 2e régiment de marche d'Afrique avec des éléments tirés des dépôts de Tunis, Constantine, Philippeville:
  - un bataillon du 1er régiment de zouaves : commandant Dumont
  - un bataillon du 4e régiment de zouaves : commandant Ducas
  - un bataillon du 3e régiment de zouaves : commandant Pinchon
- Octobre 1917 : Dissolution

## Chefs de corps
- Mai 1915 : Lieutenant-colonel Bernadotte
- 18 juillet 1915 : Lieutenant-colonel Carlier
- 27 juillet 1915 : Lieutenant-colonel Nautille
- 5 janvier 1916 : Lieutenant-colonel Curie

## Première Guerre mondiale

### 1915
- 8 mai 1915 : Embarquement à Bizerte
- 13 au 16 mai : Débarquement des bataillons à Sedd-Ul-Bahr
- 22 mai : Combats du Kéréves Déré, puis organisation d'un secteur dans cette région.
- 1er octobre : Embarquement pour Salonique

### 1916

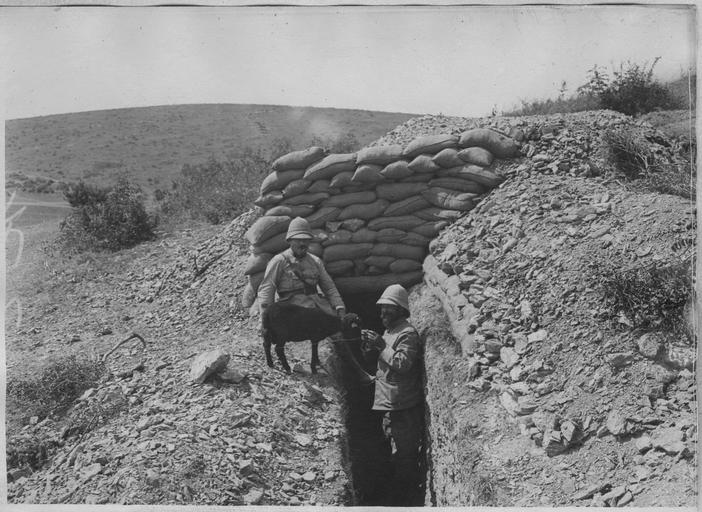
Abri du régiment dans la région de Kilkís en juillet 1916.

- Septembre à novembre : Bataille de Monastir

### Rattachements
Bataille des Dardanelles
- 2e division d'infanterie du C.E.O.

Expédition de Salonique
- 312e brigade de la 156e division d'infanterie

## Inscriptions portées sur le drapeau du régiment
Il porte, cousues en lettres d'or dans ses plis, les inscriptions suivantes :
- Bataille des Dardanelles
- Expédition de Salonique

## Personnalités ayant servi au régiment
- Félix de Pachtère (1881-1916), archéologue et professeur d'histoire, sous-lieutenant commandant la 11e compagnie tué à Výrbeni le 24 septembre 1916. Son nom est inscrit au Panthéon parmi les 560 écrivains morts au combat pendant la Première Guerre mondiale.

## Sources
- Historique du 2e régiment de marche d'Afrique pendant la guerre 1914-1918, Nancy-Paris-Strasbourg, Berger-Levrault, 59 p., lire en ligne sur Gallica